# محمد رمضان (ممثل)
محمد رمضان (23 مايو 1988 -)، ممثل ومغنٍ مصري.
قام محمد رمضان بإطلاق لقب "نمبر ون" على نفسه وعرف به.

## عن حياته
ولد محمد رمضان في 23 مايو 1988، بمحافظة قنا بحسب تصريح والده وبعض المصادر، وهاجرت أسرته إلى محافظة الجيزة، إلا أنه ذكر في مقابلة تلفزيونية أنه ولد في الجيزة، وأن والده من قنا. محمد هو الأصغر بين إخوته. عندما كان في الصف الإعدادي، نجح في الانضمام لمدرسة الكرة بنادي الزمالك، لكن عندما التحق بمدرسة السعيدية الثانوية، ترك كرة القدم للتفرغ للتعليم. بدأ التمثيل مبكرا في مسرح المدرسة وشاهده الناقد أحمد عبد الحميد، وكتب عنه بجريدة الجمهورية، وأقنع أمه بأن يواصل تعليمه في المعهد العالي للفنون المسرحية.

## مسيرته الفنية
بدأ التمثيل في مسرح المدرسة، كما أشاد به الممثل المصري عمر الشريف وصرح أنه اختاره ليكمل مسيرته الفنية. ذكر محمد رمضان في لقاء تلفزيوني أن عمر الشريف أثنى على حسن تمثيله لدور ابن بواب في مسلسل «حنان وحنين» في أول لقاء بينهما.
بدأ حياته بأدوار صغيرة في عدد من المسلسلات مثل مسلسل السندريلا، إلى أن قدم دورًا متميزًا في فيلم إحكي يا شهرزاد، أصبح رمضان مع الوقت من نجوم الصف الأول، خصوصًا بعد أن قام ببطولة مجموعة من الأفلام جعلته نجمًا جماهيريًا، وحققت أفلامه تلك إيرادات عالية وكان أهمها أفلام الألماني، عبده موتة، وقلب الأسد، وشد أجزاء.
شبهه البعض بالممثل أحمد زكي. وقد ذكر أن أحمد زكي مثله الأعلى في 2004. اتهمه بعض النقاد بالتشبه بأحمد زكي وتقليده، وعلق على ذلك في 2016: «الأخير علامة في السينما المصرية، وأن الأيام فقط ستثبت إن كان يقلّده أم إنه يملك موهبة حقيقية تميّزه»، وأضاف أن استمراره على الشاشة حتى الآن «لأنه لا يشبه أحمد زكي». قال هيثم أحمد زكي في 2015: «محمد رمضان وعمرو سعد هم أفضل من يقلد أحمد زكي وهذا حقهم».
اتهمه فنانون وإعلاميون بتقديم أعمال «هابطة» للوصول للنجاح، واعتبروه أحد أسباب شيوع مفاهيم العنف في فكر وثقافة الشباب الصغير. يرى الكاتب محمد فودة أنه: «رغم تحول «رمضان» إلى ما يشبه «الظاهرة الفنية»، إلا أنه ودون أن يشعر أصبح يكرر نفسه بعد أن حصرها في أسوأ منطقة فنية يمكن أن يقبع فيها فنان موهوب، وذلك بالتركيز فقط على تقديم أدوار البلطجة والانحراف والعنف». قال محمد رمضان في مقابلة تلفزيونية أنه بسبب تمثيله لدور «البلطجي» أكثر من مرة، اتهمه البعض بأنه كذلك في الحياة الواقعية. وذكر أنه أبعد ما يكون عن شخصية «عبده موتة» في حياته. انتقده كذلك بيومي فؤاد، حيث قال: «لم يعجبني مسلسل الأسطورة، وأؤيد جميع الآراء التي انتقدت العمل بسبب شخصية البلطجي، محمد رمضان فنان ممتاز ولديه قدرات تمثيلية عالية وموهبة رائعة، لذا يجب عليه التخلي عن أدوار البلطجة والتي تحمل العداء والبغضاء للمجتمع». ووجهت الإعلامية لميس الحديدي انتقادًا لأفلام رمضان وبالأخص فيلم «عبده موتة»، واعتبرته شرارة غرس ثقافة العنف في الأطفال «للدرجة التي باتت ملفتة للنظر». بينما رد رمضان على ذلك عبر فيسبوك: «يا أستاذة لميس عبده موتة فيلم يناقش ظاهرة موجودة في مجتمعنا ولا حضرتك عايشة في دبي!» وأضاف أن «السينما تجارة مثلما صار الإعلام تجارة».
تلقى محمد رمضان هجوما بسبب انتقاده لأعمال الكوميدي المصري إسماعيل ياسين، حيث اتهم أعماله بأنها تعطي فكرة سيئة عن الجندي المصري، إلا أنه نفى ذلك بعدها في فيديو نشر على صفحته على فيسبوك وقال: «إسماعيل يس أكتر ممثل يضحكني ويشهد على كلامي الأستاذ أيمن بهجت قمر، وحافظ جميع أغانيه». وأضاف: «السؤال كان هل في مخططاتي المستقبلية أن أقدم فيلما عن الجندي المصري مثل أفلام إسماعيل يس؟ فقلت لا، أنا أحب أن أقدم أفلام تظهر الجندي المصري بشكل متناسق ومدى انتمائه للجيش فهذا التصريح كان مستفز جدًا، وليس له علاقة بشخصيتي ولن يكون مطلقًا رأيي في الأستاذ إسماعيل يس لأنه رمز من رموز الفن».
طرح رمضان أغنية منفردة بعنوان «نمبر وان» في يونيو 2018، وحققت الأغنية نجاحا، إلا أنها أثارت جدلا، حيث هاجمه وائل الإبراشي في برنامجه التلفزيوني: «لا يمكن اللجوء لعمل كليب لكي يثبت فنان أنه رقم 1، ولم يحدث في تاريخ الإبداع سواء في مصر أو العالم أجمع خروج فنان ليؤكد أنه المسيطر وحده على الساحة الفنية والإبداعية» وأضاف: «يعاني رمضان حالة الغرور المبالغ فيه من خلال الانتقاص من الجميع وإبراز أنه وحده فقط من يتربع على القمة، هو فنان موهوب، ولكنه يعاني من هزات نفسية وتوتر كبير. التواضع هو قمة النجاح، ولكن الفنان تحول من حالة فنية إلى حالة نفسية». وتلقى رمضان انتقادات أخرى، حيث رأى البعض أنه يراهن على إثارة الجدل لتحقيق النجاح. بينما دافع عنه الفنان طارق عبد العزيز، قائلا أنه يسوق لنفسه بطريقة صحيحة و«أنه شخصية جميلة وله الحق أن يرى نفسه نمبر وان». طرح رمضان أغنية جديدة بعدها بعنوان «الملك»، وتلقت انتقادات مشابهة لتلك التي تلقتها الأغنية السابقة.

## إثارة الجدل
صدر بحق رمضان حكم بالحبس من القضاء المصري، مدة عام بكفالة 10 آلاف جنيه مصري، وغرامة 20 ألف جنيه. جاء الحكم على خلفية قضية (سب وقذف) كانت وجهت له من قبل (أشرف أبو اليسر). كان الأخير قد رفع دعوى يتهم فيها رمضان بالسب والقذف، عقب تصريحه في إحدى القنوات أنه عرض عليه مبلغًا من المال (ترضية) جراء وقفه عن العمل. وشملت التهم استغلال صورة (أشرف أبو اليسر) في الترويج لأغنية ضمن مشهد للأخير في قيادة الطائرة، الأمر الذي ألحق بأشرف أضرار مالية وأدبية بعد أن تعرض للفصل من عمله.
في أكتوبر 2019 ، نشر رمضان مقطع فيديو لنفسه وهو جالس في مقعد مساعد طيار خلال رحلة خاصة تديرها شركة سمارت أفياشن إلى المملكة العربية السعودية، مما أدى إلى فرض حظر مدى الحياة على الطيار أشرف أبو اليسر بسبب انتهاكه قانون الطيران المدني المصري. في يونيو 2021، جمدت النيابة العامة المصرية جميع الحسابات المصرفية لمحمد رمضان، إذ اضطر لدفع ما يقارب من 6 ملايين جنيه مصري تعويضا لأسرة الطيار أبو اليسر الذي توفي في وقت سابق من ذلك العام.
وفي 16 مارس 2022، رفضت محكمة النقض المصرية الطعن المقدم من محمد رمضان على حكم سابق يقضي بإلزامه بتعويض قيمته 6 ملايين جنيه لأسرة الطيار الراحل أشرف أبواليسر على خلفية تسببه في وقف الطيار الراحل عن العمل ليصبح حكم نهائي وبات.
في 21 نوفمبر 2020، أثار محمد رمضان الجدل بعد انتشار صورة له مع مطرب إسرائيلي في دبي، وقد أدت هذه الصورة إلى غضب شعبي وتفاعل واسع عبر مواقع وسائل التواصل الاجتماعي، وقد برر محمد رمضان بأنهُ لا يعرف هذا الشخص، لأنهُ لا يسأل كل مُعجب حول هويته ولونه وجنسيته ودينه قبل التقاط الصور، وخرج نقيب المهن التمثيلية معلقا على الصورة قائلًا: «حد من الزملاء بعتلي الصورة من شوية وأنا كلمت محمد رمضان أول ما جت لي، ومحمد قالي أقسم بالله ما أعرف دا مين» ولكن بعد تعليق رمضان على الصورة انتشرت صور أخرى لمحمد رمضان مع إسرائيليين مثل لاعب كرة القدم ضياء السبع ورائد الأعمال الإسرائيلي إياد تسلا، وانتشر فيديو آخر لرمضان مع إسرائيليين في إحدى الحفلات التي كان يُذاع فيها الأغنية الإسرائيلية الشعبية هافا ناجيلا، وبعد ذلك قررت نقابة المهن التمثيلية التحقيق مع محمد رمضان وإيقاف نشاطه مؤقتا لحين انتهاء التحقيقات.
في أبريل 2025 أثار محمد رمضان جدلًا واسعًا بعد ظهوره في حفل أقيم في ولاية كاليفورنيا مرتديا قميصًا طويلًا مشقوقًا مزينًا بخرز ذهبي مما أدى إلى تشبيه كثير من ناشطي وسائل التواصل الاجتماعي لباسه بمشد الصدر ولباس الرقص الشرقي وتقديم بلاغًا ضده بتهمة الإساءة لمصر وشعبها

## حياته الشخصية
تزوج محمد رمضان مرتين، الأولى كانت عام 2008 واستمرت لمده 4 سنوات، وانتهت بالانفصال عام 2012 بعد أن رزق بابنته الكبرى «حنين». تزوج في نفس العام من «نسرين عبد الفتاح»، ورزق منها بطفلين، «علي» و«كنز».

## أعماله

### الأفلام
| السنه | الفيلم                    | الدور                                    |
| ----- | ------------------------- | ---------------------------------------- |
| 2008  | رامي الاعتصامي            | العسكري شلبي                             |
| 2009  | إحكي يا شهرزاد            | سعيد                                     |
| 2011  | الخروج من القاهرة         | طارق                                     |
| 2011  | الشوق                     | سالم                                     |
| 2012  | حصل خير                   | عفيفي                                    |
| 2012  | الألماني                  | شاهين "الألماني"                         |
| 2012  | عبده موتة                 | عبده موتة                                |
| 2012  | ساعة ونص                  | صلاح                                     |
| 2013  | قلب الأسد                 | فارس عبد الله الصواف                     |
| 2014  | واحد صعيدي                | فالح عبد السميع                          |
| 2015  | شد أجزاء                  | عمر العطار                               |
| 2017  | آخر ديك في مصر            | علاء عبد الغفور الديك / عبد الغفور الديك |
| 2017  | جواب اعتقال               | خالد الدجوي                              |
| 2017  | الكنز ج1: الحقيقة والخيال | حسن رأس الغول / علي الزيبق               |
| 2018  | الديزل                    | بدر الديزل                               |
| 2019  | الكنز ج2: الحب والمصير    | علي الزيبق                               |
| 2023  | هارلي                     | محمد هاشم "هارلي"                        |
| 2023  | ع الزيرو                  | حمزة "دراجون"                            |

### المسلسلات
| السنة | المسلسل                 | الدور                        |
| ----- | ----------------------- | ---------------------------- |
| 2006  | أولاد الشوارع           | لبيسة                        |
| 2006  | السندريلا               | أحمد زكي                     |
| 2007  | حنان وحنين              | مرسي                         |
| 2008  | هيمة أيام الضحك والدموع |                              |
| 2008  | رمانة الميزان           | عطية                         |
| 2008  | الهاي سكول              | يحيى                         |
| 2008  | في أيد أمينة            | برازيلي                      |
| 2009  | حكايات وبنعيشها         | علي عبد التواب               |
| 2009  | هانم بنت باشا           | بدوي                         |
| 2010  | الجماعة                 | إبراهيم الترزي               |
| 2011  | دوران شبرا              | عماد                         |
| 2011  | إحنا الطلبة             | خالد                         |
| 2012  | كاريوكا                 | محمد أنور السادات            |
| 2012  | الشركة                  | ضياء                         |
| 2014  | ابن حلال                | حبيشة                        |
| 2015  | لهفة                    | ضيف شرف                      |
| 2016  | الأسطورة                | رفاعي الدسوقي / ناصر الدسوقي |
| 2018  | نسر الصعيد              | صالح القناوي / زين القناوي   |
| 2019  | زلزال                   | محمد حربي كرامة (زلزال)      |
| 2020  | البرنس                  | رضوان البرنس                 |
| 2021  | موسى                    | موسى                         |
| 2022  | المشوار                 | ماهر عاشور                   |
| 2023  | جعفر العمدة             | جعفر العمدة                  |

### المسرحيات
| السنة | المسرحية          | الدور |
| ----- | ----------------- | ----- |
| 2005  | قاعدين ليه        |       |
| 2007  | يمامة بيضا        |       |
| 2011  | سلاما يا مصر      |       |
| 2011  | فيه إيه يا مصر    |       |
| 2013  | رئيس جمهورية نفسه | حمدي  |
| 2016  | أهلا رمضان        |       |

### المسلسلات الإذاعية
| السنة | اسم مسلسل         | الدور |
| ----- | ----------------- | ----- |
| 2010  | أيام الحب والجنون |       |
| 2015  | عنتر VIP          |       |
| 2017  | لا سحر ولا شعوذة  | علي   |

### برامج
| سنه الاصدار | اسم البرنامج              |
| ----------- | ------------------------- |
| 2025        | مدفع رمضان                |
| 2019        | سهرانين                   |
| 2018        | ساترداي نايت لايف بالعربي |
| 2017        | شباب توك                  |
| 2016        | كل يوم                    |
| 2016        | أبيض وأسود                |
| 2015        | رامز واكل الجو            |
| 2015        | المتاهة                   |
| 2015        | بيت العائلة               |
| 2014        | لعبة الأجزخانة            |
| 2014        | أحلى مسا                  |
| 2014        | واحد من الناس             |

### أغاني
| سنه الإصدار | اسم الأغنية         | شارك معه          |
| ----------- | ------------------- | ----------------- |
| 2012        | أيوة أيوة           | أوكا وأورتيجا     |
| 2012        | أنا أصلا جامد       |                   |
| 2013        | أنا أصلا جن         | المدفعجية         |
| 2013        | قلب الأسد           | المدفعجية والجزار |
| 2014        | علشانك              |                   |
| 2014        | أنا الصعيدي         |                   |
| 2017        | لا سحر ولا شعوذة    |                   |
| 2017        | حلم رخيص            |                   |
| 2017        | أهو أها             |                   |
| 2018        | أقوى كارت في مصر    |                   |
| 2018        | NUMBER 1 ONE        |                   |
| 2018        | الملك               |                   |
| 2018        | 100 مسا             |                   |
| 2018        | هتولع               |                   |
| 2018        | جيشنا صعب           |                   |
| 2019        | مافيا - MAFIA       |                   |
| 2019        | VIRUS               |                   |
| 2019        | القمر - THE MOON    |                   |
| 2019        | !BOOM               |                   |
| 2019        | أنا اللهو الخفي     | فان دام           |
| 2019        | بابا - BABA         |                   |
| 2019        | أفريقيا - Africa    |                   |
| 2019        | إنساي ENSAY         | سعد لمجرد         |
| 2019        | السلطان             |                   |
| 2019        | هما عايزينها فوضى   |                   |
| 2019        | MONEY               |                   |
| 2020        | رايحين نسهر BUM BUM |                   |
| 2020        | كازانوڤا - Casanova | يسرا الجندي       |
| 2020        | VERSACE             |                   |
| 2020        | Sting فيها باور     |                   |
| 2020        | أنت جدع مبدأ        |                   |
| 2020        | TSUNAMI             |                   |
| 2020        | أمي ملكة            |                   |
| 2020        | Coronavirus         |                   |
| 2020        | إفتحوا الأبواب      |                   |
| 2020        | تيك توك - TIK TOK   | سوبر ساكو         |
| 2020        | يا حبيبي            | غيمس              |

## وصلات خارجية
- محمد رمضان على موقع IMDb (الإنجليزية)
- محمد رمضان على موقع الدهليز
- محمد رمضان على موقع قاعدة بيانات الأفلام العربية
- محمد رمضان على موقع ميوزك برينز (الإنجليزية)
- محمد رمضان على موقع قاعدة بيانات الفيلم (الإنجليزية)